# Procesy załogi Auschwitz-Birkenau
Procesy załogi Auschwitz-Birkenau – procesy przeprowadzone po zakończeniu II wojny światowej dotyczące zbrodni popełnionych w niemieckim obozie Auschwitz-Birkenau. Obóz oświęcimski pełnił funkcję obozu koncentracyjnego (był największy w okupowanej przez III Rzeszę Europie), jak i obozu zagłady. Liczbę ofiar Auschwitz oblicza się na przynajmniej 1,1 miliona mężczyzn, kobiet i dzieci. W obozie służyło w sumie, w różnych okresach, ok. 8 tysięcy członków SS, z czego ok. 7 tysięcy przeżyło wojnę. Jedynie ponad 700 z nich poniosło odpowiedzialność karną za swoje zbrodnie. Na szczególną uwagę zasługują dwa procesy przed polskim Najwyższym Trybunałem Narodowym (proces pierwszego komendanta Auschwitz Rudolfa Hössa oraz proces 40 członków załogi obozu, tzw. pierwszy proces oświęcimski) oraz proces załogi Auschwitz w RFN (tzw. drugi proces oświęcimski). Oprócz tego odbyły się liczne pojedyncze procesy zbrodniarzy z Oświęcimia przed polskimi sądami. Pewna liczba członków załogi została skazana także w procesach dotyczących zbrodni popełnionych w innych obozach koncentracyjnych.

## Proces załogi Bergen-Belsenprzed brytyjskim Trybunałem Wojskowym w Lüneburgu w dniach 17 września – 17 listopada 1945
Był to pierwszy proces, który dotyczył zbrodni popełnionych w Auschwitz. Wprawdzie bezpośrednio dotyczył on zbrodni popełnionych w obozie koncentracyjnym Bergen-Belsen, jednak na ławie oskarżonych zasiedli także byli członkowie załogi Oświęcimia. W związku z tym Trybunał postanowił także osądzić część oskarżonych za czyny popełnione w Auschwitz-Birkenau. Z ogólnej liczby 45 oskarżonych 14 (w tym więźniowie funkcyjni) odpowiadało także za zbrodnie popełnione w Oświęcimiu, w tym Josef Kramer (komendant obozu Birkenau, później komendant Bergen-Belsen). Wyrok Trybunału Brytyjskiego w części dotyczącej byłych członków załogi Auschwitz:
1. Josef Kramer – śmierć przez powieszenie (wyrok wykonano)
2. dr Fritz Klein – śmierć przez powieszenie (wyrok wykonano)
3. Franz Hössler – śmierć przez powieszenie (wyrok wykonano)
4. Peter Weingärtner – śmierć przez powieszenie (wyrok wykonano)
5. Irma Grese – śmierć przez powieszenie (wyrok wykonano)
6. Johanna Bormann – śmierć przez powieszenie (wyrok wykonano)
7. Elisabeth Volkenrath – śmierć przez powieszenie (wyrok wykonano)
8. Heinrich Schreirer – 15 lat pozbawienia wolności
9. Herta Ehlert – 15 lat pozbawienia wolności
10. kapo Hildegard Lohbauer – 10 lat pozbawienia wolności
11. kapo Stanisława Starostka – 10 lat pozbawienia wolności
12. kapo Ilse Lothe – uniewinniona
13. Georg Kraft – uniewinniony
14. kapo Ladislaw Gura – wyłączony z procesu z powodu choroby

## Proces Rudolfa Hössa przed Najwyższym Trybunałem Narodowym wWarszawiew dniach 11–29 marca 1947
W pierwszym procesie dotyczącym bezpośrednio zbrodni popełnionych w Oświęcimiu na ławie oskarżonych zasiadł pierwszy komendant obozu Rudolf Höss. Ze względu na szczególne znaczenie oskarżonego władze polskie postanowiły przeprowadzić oddzielne procesy Hössa oraz 40 innych członków załogi Auschwitz. Höss wcześniej zeznawał także przed Międzynarodowym Trybunałem Wojskowym w Norymberdze. Podczas warszawskiego procesu zeznawał w sposób bardzo obszerny, ujawniając wiele faktów niezwykłej wagi dotyczących historii obozu oświęcimskiego. Stwierdził także, że ponosi całkowitą odpowiedzialność za wszystko co się działo na terenie obozu. 7 kwietnia 1947 Höss skazany został na karę śmierci. Zrezygnował z wnoszenia prośby o ułaskawienie, wiedząc, że nie może ona przynieść pozytywnego skutku. Wyrok wykonano przez powieszenie 16 kwietnia 1947 koło budynku komendantury i krematorium I w głównym obozie Auschwitz. Szubienicę, na której powieszono zbrodniarza zachowano do dzisiaj.

## Pierwszy proces oświęcimskiprzed Najwyższym Trybunałem Narodowym wKrakowiew dniach 24 listopada – 16 grudnia 1947
Proces znany też pod nazwą proces Arthura Liebehenschela i 39 innych członków załogi Oświęcimia. Był to drugi proces o dużej wadze przeprowadzony w Polsce. Na ławie oskarżonych zasiadło 40 esesmanów i nadzorczyń, których wybrano ze względu na ich szczególną pozycję w hierarchii obozowej załogi. Wśród oskarżonych znaleźli się m.in. Arthur Liebehenschel (drugi komendant obozu), Max Grabner (szef obozowego Gestapo) i Maria Mandl (kierowniczka obozu kobiecego w Birkenau). Proces zakończył się 39 wyrokami skazującymi (w tym zapadły 23 wyroki śmierci, z których 21 wykonano w styczniu 1948) i jednym wyrokiem uniewinniającym.

## Inne procesy załogi Auschwitz-Birkenau przed sądami polskimi
Oprócz procesów przed Najwyższym Trybunałem Narodowym, polskie sądy powszechne osądziły ponad 600 byłych członków załogi obozu oświęcimskiego. Stanowi to ogromną większość z ogólnej liczby ponad 700 osądzonych byłych członków załogi obozu. Wśród przeprowadzonych w Polsce procesów na uwagę zasługują zwłaszcza dwa z nich, które miały miejsce w Krakowie: proces Elisabeth Lupki (okrutnej strażniczki w obozie kobiecym) w 1948 – została ona skazana na karę śmierci i powieszona 8 stycznia 1949 oraz proces Erwina Helmersena (lekarza obozowego, który często brał udział w selekcjach) w 1949 – został on skazany na śmierć i stracony 12 kwietnia 1949.
Niektóre inne wyroki wydane przez polskie sądy przeciwko członkom personelu Auschwitz-Birkenau:
1. Wilhelm Bayer – śmierć przez powieszenie (wyrok wykonano)
2. Erich Walter Hoffmann – śmierć przez powieszenie (wyrok wykonano)
3. Karol Kurpanik – śmierć przez powieszenie (wyrok wykonano)
4. Rudolf Malysz – śmierć przez powieszenie (wyrok wykonano)
5. Kurt Möller – śmierć przez powieszenie (wyrok wykonano)
6. Wilhelm Polotzek – śmierć przez powieszenie (wyrok wykonano)
7. Bolesław Wierzbica – śmierć przez powieszenie (wyrok wykonano)
8. Jozef Zolty – śmierć przez powieszenie (wyrok wykonano)
9. Willy Bülow – śmierć przez powieszenie (karę zamieniono na dożywotnie pozbawienie wolności)
10. Georg Höcker – śmierć przez powieszenie (karę zamieniono na dożywotnie pozbawienie wolności)
11. Johann Klaar – śmierć przez powieszenie (karę zamieniono na dożywotnie pozbawienie wolności)
12. Leopold Czycz – dożywotnie pozbawienie wolności
13. Josef Kranemann – dożywotnie pozbawienie wolności
14. Josef Vormittag – dożywotnie pozbawienie wolności
15. Alfred Bajerke – 15 lat pozbawienia wolności
16. Wasil Burek – 15 lat pozbawienia wolności
17. Christian Wilhelm Pfauth – 15 lat pozbawienia wolności
18. Helmut Schippel – 15 lat pozbawienia wolności
19. Paul Terpe – 15 lat pozbawienia wolności
20. Karl Pargner – 15 lat pozbawienia wolności (kara zamieniona na 5 lat pozbawienia wolności)
21. Konrad Friedrichsen – 12 lat pozbawienia wolności
22. Willi Robert Günther – 12 lat pozbawienia wolności
23. Karl Hermann Hartmann – 12 lat pozbawienia wolności
24. Paul Klawitter – 12 lat pozbawienia wolności
25. Walter Kock – 12 lat pozbawienia wolności
26. Emilia Macha – 12 lat pozbawienia wolności
27. Karl Marcura – 12 lat pozbawienia wolności
28. Karl Morla – 12 lat pozbawienia wolności
29. Otto Scherbinski – 12 lat pozbawienia wolności
30. Ferdinand Franz Baier – 10 lat pozbawienia wolności
31. Luise Brunner – 10 lat pozbawienia wolności
32. Ludwig Dickl – 10 lat pozbawienia wolności
33. Helmut Grundschok – 10 lat pozbawienia wolności
34. Jakob Kettel – 10 lat pozbawienia wolności
35. Max Kettl – 10 lat pozbawienia wolności
36. Otto Ogurek – 10 lat pozbawienia wolności
37. Heinrich Ruff – 10 lat pozbawienia wolności
38. Albert Angstmann – 8 lat pozbawienia wolności
39. Theodor Gehri – 8 lat pozbawienia wolności
40. Eugen Gratzer – 8 lat pozbawienia wolności
41. Max Stefan Gutman – 8 lat pozbawienia wolności
42. Adolf Hackenjos – 8 lat pozbawienia wolności
43. Werner Hahn – 8 lat pozbawienia wolności
44. Emil Helber – 8 lat pozbawienia wolności
45. Karl Hykes – 8 lat pozbawienia wolności
46. Michael Kesse – 8 lat pozbawienia wolności
47. Willi Emil Kranz – 8 lat pozbawienia wolności
48. Anton Lukat – 8 lat pozbawienia wolności
49. Willi Ludwig Rühlicke – 8 lat pozbawienia wolności
50. Oskar Siebeneicher – 8 lat pozbawienia wolności
51. Wilhelm Friedrich Stegmann – 8 lat pozbawienia wolności
52. Gerhard Träder – 8 lat pozbawienia wolności
53. Kuno Ernst Wegner – 8 lat pozbawienia wolności
54. Kurt Wenzel – 8 lat pozbawienia wolności
55. Xaver Widemann – 8 lat pozbawienia wolności
56. Josef Wieczorek – 8 lat pozbawienia wolności
57. Hermann Cienciala – 7 lat pozbawienia wolności
58. Peter Fäller – 7 lat pozbawienia wolności
59. Paul Kaup – 7 lat pozbawienia wolności
60. Karl Peter – 7 lat pozbawienia wolności
61. Paul August Reigber – 7 lat pozbawienia wolności
62. Josef Schmidt – 7 lat pozbawienia wolności
63. Ernst Wagner – 7 lat pozbawienia wolności
64. Fritz Frenzel – 6,5 roku pozbawienia wolności
65. Alice Astrisini – 6 lat pozbawienia wolności
66. Johann Becker – 6 lat pozbawienia wolności
67. Werner Blaufuss – 6 lat pozbawienia wolności
68. Hermann Buch – 6 lat pozbawienia wolności
69. Christian Lorenz Carstensen – 6 lat pozbawienia wolności
70. Walter Richard Förster – 6 lat pozbawienia wolności
71. Alois Frey – 6 lat pozbawienia wolności
72. Albert Gehring – 6 lat pozbawienia wolności
73. Helmut Giesa – 6 lat pozbawienia wolności
74. Zoltan Greb – 6 lat pozbawienia wolności
75. Karl Hautz – 6 lat pozbawienia wolności
76. Georg Jankowitsch – 6 lat pozbawienia wolności
77. Heinz Walter Jaensch – 6 lat pozbawienia wolności
78. Hermann Ernst Kleiss – 6 lat pozbawienia wolności
79. Wilhelm Karl Klose – 6 lat pozbawienia wolności
80. Heinrich Kühn – 6 lat pozbawienia wolności
81. Gustav Leitner – 6 lat pozbawienia wolności
82. Alfred Ligon – 6 lat pozbawienia wolności
83. Georg Kurt Lindner – 6 lat pozbawienia wolności
84. Erich Josef Malisch – 6 lat pozbawienia wolności
85. Johannes Marxen – 6 lat pozbawienia wolności
86. Anton Mehler – 6 lat pozbawienia wolności
87. Alfred Münz – 6 lat pozbawienia wolności
88. Otto Neu – 6 lat pozbawienia wolności
89. Hermann Neumann – 6 lat pozbawienia wolności
90. Karl Georg Paucker – 6 lat pozbawienia wolności
91. Willi Karl Pertig – 6 lat pozbawienia wolności
92. Oskar Schröder – 6 lat pozbawienia wolności
93. Georg Schuller – 6 lat pozbawienia wolności
94. Gustav Wagner – 6 lat pozbawienia wolności
95. Arnold Wittefeld – 6 lat pozbawienia wolności
96. Michael Wolf – 6 lat pozbawienia wolności
97. Bonifazius Vogel – 6 lat pozbawienia wolności
98. Karl Zeiner – 6 lat pozbawienia wolności
99. Otto Zschöttche – 6 lat pozbawienia wolności
100. Wladimir Bilan – 5,5 roku pozbawienia wolności
101. Gustav Hermann Dachmann – 5,5 roku pozbawienia wolności
102. Bruno Albrecht – 5 lat pozbawienia wolności
103. Josef Bauer – 5 lat pozbawienia wolności
104. Peter Baumgart – 5 lat pozbawienia wolności
105. Georg Bayer – 5 lat pozbawienia wolności
106. Adolf Jakob Becker – 5 lat pozbawienia wolności
107. Felix Becker – 5 lat pozbawienia wolności
108. Hans Bott – 5 lat pozbawienia wolności
109. Bruno Brandauer – 5 lat pozbawienia wolności
110. Wilhelm Burger – 5 lat pozbawienia wolności
111. Jacob Dialler – 5 lat pozbawienia wolności
112. Johann Filep – 5 lat pozbawienia wolności
113. Albertus von Freeden – 5 lat pozbawienia wolności
114. Josef Getzinger – 5 lat pozbawienia wolności
115. Josef Gross – 5 lat pozbawienia wolności
116. Josef Harandt – 5 lat pozbawienia wolności
117. Kurt Walter Heinrich – 5 lat pozbawienia wolności
118. Walter Gustav Hermel – 5 lat pozbawienia wolności
119. Albert Holl – 5 lat pozbawienia wolności
120. Andreas Hübl – 5 lat pozbawienia wolności
121. Wilhelm Kettenbach – 5 lat pozbawienia wolności
122. Herbert Kerschke – 5 lat pozbawienia wolności
123. Gottlieb Klotz – 5 lat pozbawienia wolności
124. Pawel Komorek – 5 lat pozbawienia wolności
125. Ferdinand Kruckenberger – 5 lat pozbawienia wolności
126. Ernst Kurz – 5 lat pozbawienia wolności
127. Alfred Lichtfuss – 5 lat pozbawienia wolności
128. Alfred Lüttringhaus – 5 lat pozbawienia wolności
129. Wilhelm Konrad Mayer – 5 lat pozbawienia wolności
130. Willi Paul Mittmann – 5 lat pozbawienia wolności
131. Anton Oder – 5 lat pozbawienia wolności
132. Dorothea Pritzkoleit – 5 lat pozbawienia wolności
133. Ferdinand Rapp – 5 lat pozbawienia wolności
134. Julius Raschter – 5 lat pozbawienia wolności
135. Ernst Walter Runde – 5 lat pozbawienia wolności
136. August Schieben – 5 lat pozbawienia wolności
137. Alfred Schönbohn – 5 lat pozbawienia wolności
138. Günther Tegethoff – 5 lat pozbawienia wolności
139. Otto Ernst Walter – 5 lat pozbawienia wolności
140. Jakob Wendel – 5 lat pozbawienia wolności
141. Phillip Westrich – 5 lat pozbawienia wolności
142. Adolf Zappi – 5 lat pozbawienia wolności
143. Wilhelm Zieg – 5 lat pozbawienia wolności
144. Hans Bügelsteiber – 4,5 roku pozbawienia wolności
145. Heinz Otto Duppel – 4,5 roku pozbawienia wolności
146. Paul Seidel – 4,5 roku pozbawienia wolności
147. Heinrich Anders – 4 lata pozbawienia wolności
148. Anton Angeli – 4 lata pozbawienia wolności
149. Hans Ansorg – 4 lata pozbawienia wolności
150. Theodor Baiongo – 4 lata pozbawienia wolności
151. Karl Baune – 4 lata pozbawienia wolności
152. Karl Bernhardt – 4 lata pozbawienia wolności
153. Max Braun – 4 lata pozbawienia wolności
154. Stanisław Draihann – 4 lata pozbawienia wolności
155. Gottfried Dzugan – 4 lata pozbawienia wolności
156. Friedrich Eidenmüller – 4 lata pozbawienia wolności
157. Samuel Exler – 4 lata pozbawienia wolności
158. Karl Gustav Feige – 4 lata pozbawienia wolności
159. Johann Karl Franz – 4 lata pozbawienia wolności
160. Daniel Frevel – 4 lata pozbawienia wolności
161. Robert Gauger – 4 lata pozbawienia wolności
162. Franz Güsgen – 4 lata pozbawienia wolności
163. Richard Herbst – 4 lata pozbawienia wolności
164. Peter Herms – 4 lata pozbawienia wolności
165. Ferdinand Ibscher – 4 lata pozbawienia wolności
166. Nikolaus Ilitsch – 4 lata pozbawienia wolności
167. Karl Jäger – 4 lata pozbawienia wolności
168. Johann Kaufmann – 4 lata pozbawienia wolności
169. Josef Klan – 4 lata pozbawienia wolności
170. Franz Josef Knaus – 4 lata pozbawienia wolności
171. Stefan König – 4 lata pozbawienia wolności
172. Peter Kreilach – 4 lata pozbawienia wolności
173. Josef Kreuser – 4 lata pozbawienia wolności
174. Josef Krillecke – 4 lata pozbawienia wolności
175. Michael Kuppek – 4 lata pozbawienia wolności
176. Otto Willi Kühnast – 4 lata pozbawienia wolności
177. Richard Lamb – 4 lata pozbawienia wolności
178. Paul Leipold – 4 lata pozbawienia wolności
179. Leopold Lenhart – 4 lata pozbawienia wolności
180. Erich Meissner – 4 lata pozbawienia wolności
181. Arhur Milauer – 4 lata pozbawienia wolności
182. Franz Monkos – 4 lata pozbawienia wolności
183. Adolf Newidunski – 4 lata pozbawienia wolności
184. Hans Pichler – 4 lata pozbawienia wolności
185. Florian Piott – 4 lata pozbawienia wolności
186. Walter Prosswimmer – 4 lata pozbawienia wolności
187. Heinz Pürstinger – 4 lata pozbawienia wolności
188. Richard Rank – 4 lata pozbawienia wolności
189. Karl Riebel – 4 lata pozbawienia wolności
190. Leonhard Riess – 4 lata pozbawienia wolności
191. Adam Rometsch – 4 lata pozbawienia wolności
192. Karl Albert Roschek – 4 lata pozbawienia wolności
193. Bernhardt Ruzicic – 4 lata pozbawienia wolności
194. Michael Schiel – 4 lata pozbawienia wolności
195. Adam Schmidt – 4 lata pozbawienia wolności
196. Mathies Seitz – 4 lata pozbawienia wolności
197. Karl Heinz Tauber – 4 lata pozbawienia wolności
198. Wilhelm Tielker – 4 lata pozbawienia wolności
199. Hermann Wagner – 4 lata pozbawienia wolności
200. Stanislaus Watz – 4 lata pozbawienia wolności
201. Erich Stephan Weber – 4 lata pozbawienia wolności
202. Valentin Wesinger – 4 lata pozbawienia wolności
203. Hubert Ernst Zafke – 4 lata pozbawienia wolności
204. Karl Zerlik – 4 lata pozbawienia wolności
205. Friedrich Christel – 3,5 roku pozbawienia wolności
206. Johann Darillion – 3,5 roku pozbawienia wolności
207. Willy Alex Dittmann – 3,5 roku pozbawienia wolności
208. Erich Karl Eichstadt – 3,5 roku pozbawienia wolności
209. Hieronymus Freitag – 3,5 roku pozbawienia wolności
210. Johann Günesch – 3,5 roku pozbawienia wolności
211. Rudolf Wiemers – 3,5 roku pozbawienia wolności
212. Albin Ackermann – 3 lata pozbawienia wolności
213. Heinz Andrae – 3 lata pozbawienia wolności
214. Wilhelm Aretz – 3 lata pozbawienia wolności
215. Wilhelm Heinrich Arnold – 3 lata pozbawienia wolności
216. Johannes Badstubner – 3 lata pozbawienia wolności
217. Karl Bara – 3 lata pozbawienia wolności
218. Josef Barth – 3 lata pozbawienia wolności
219. Ewald Bauer – 3 lata pozbawienia wolności
220. Karl Friedrich Becker – 3 lata pozbawienia wolności
221. Ewald Beerbaum – 3 lata pozbawienia wolności
222. Karl Emil Beiersdorfer – 3 lata pozbawienia wolności
223. Josef Böhm – 3 lata pozbawienia wolności
224. Herbert Ernst Böhme – 3 lata pozbawienia wolności
225. August Cieczka – 3 lata pozbawienia wolności
226. Johmann Dehmann – 3 lata pozbawienia wolności
227. Otto Djurkowitz – 3 lata pozbawienia wolności
228. Julius Donner – 3 lata pozbawienia wolności
229. Martin Dorn – 3 lata pozbawienia wolności
230. Eugen Dörr – 3 lata pozbawienia wolności
231. Wenzel Ehm – 3 lata pozbawienia wolności
232. Michael Fritzschek – 3 lata pozbawienia wolności
233. Michael Gall – 3 lata pozbawienia wolności
234. Gustav Gäsing – 3 lata pozbawienia wolności
235. Ernst Gerhards – 3 lata pozbawienia wolności
236. Max Gläsner – 3 lata pozbawienia wolności
237. Max Göppel – 3 lata pozbawienia wolności
238. Nicolai Greig – 3 lata pozbawienia wolności
239. Friedrich Grellert – 3 lata pozbawienia wolności
240. Theodor Grewe – 3 lata pozbawienia wolności
241. Johann Hack – 3 lata pozbawienia wolności
242. Hermann Heierling – 3 lata pozbawienia wolności
243. Johann Henning – 3 lata pozbawienia wolności
244. Paul Herklotz – 3 lata pozbawienia wolności
245. Adam Hermann – 3 lata pozbawienia wolności
246. Christof Herpel – 3 lata pozbawienia wolności
247. Karl Herbert Hesmer – 3 lata pozbawienia wolności
248. Franz Hiegel – 3 lata pozbawienia wolności
249. Phillip Hohn – 3 lata pozbawienia wolności
250. Emil Gustav Hölzl – 3 lata pozbawienia wolności
251. Anton Hunka – 3 lata pozbawienia wolności
252. Franz Huth – 3 lata pozbawienia wolności
253. Paul Karl Jaeckel – 3 lata pozbawienia wolności
254. Hans Jochum – 3 lata pozbawienia wolności
255. Carl Johannsen – 3 lata pozbawienia wolności
256. Emil Kabath – 3 lata pozbawienia wolności
257. Otto Kaiser – 3 lata pozbawienia wolności
258. Michael Kaul – 3 lata pozbawienia wolności
259. Jakob Kälby – 3 lata pozbawienia wolności
260. Heinrich Kellersohn – 3 lata pozbawienia wolności
261. Otto Max Kiessling – 3 lata pozbawienia wolności
262. Alexander Kinsky – 3 lata pozbawienia wolności
263. Albrecht Emil Klingenberg – 3 lata pozbawienia wolności
264. Alfred Paul Klinner – 3 lata pozbawienia wolności
265. August Kniewald – 3 lata pozbawienia wolności
266. Theodor Knitsch – 3 lata pozbawienia wolności
267. Elfriede Kock – 3 lata pozbawienia wolności
268. Ernst Hermann Kraegenbrink – 3 lata pozbawienia wolności
269. Paul Krüger – 3 lata pozbawienia wolności
270. Hermann Hubert Lange – 3 lata pozbawienia wolności
271. August Langwald – 3 lata pozbawienia wolności
272. Josef Paul Lehnert – 3 lata pozbawienia wolności
273. Martin Lindner – 3 lata pozbawienia wolności
274. Gustafes Ludzuwajtis – 3 lata pozbawienia wolności
275. Martin Lumnitzer – 3 lata pozbawienia wolności
276. Mathilde Malik – 3 lata pozbawienia wolności
277. Willi Meyer – 3 lata pozbawienia wolności
278. Johann Michels – 3 lata pozbawienia wolności
279. Edith Nestroy – 3 lata pozbawienia wolności
280. Karl Obertinsky – 3 lata pozbawienia wolności
281. Horst Rudolf Panitzsch – 3 lata pozbawienia wolności
282. Rudolf Pitelka – 3 lata pozbawienia wolności
283. Ludwig Poppelreuter – 3 lata pozbawienia wolności
284. Konrad Porwolik – 3 lata pozbawienia wolności
285. Johann Rentz – 3 lata pozbawienia wolności
286. Werner Recknagel – 3 lata pozbawienia wolności
287. Paul Otto Rösler – 3 lata pozbawienia wolności
288. Willibald Runzer – 3 lata pozbawienia wolności
289. Josef Rupp – 3 lata pozbawienia wolności
290. Erich Seggern – 3 lata pozbawienia wolności
291. Werner Adolf Schieblich – 3 lata pozbawienia wolności
292. Erich Schiller – 3 lata pozbawienia wolności
293. Werner Johann Schliebeck – 3 lata pozbawienia wolności
294. Herbert Gustav Schier – 3 lata pozbawienia wolności
295. Hans Schmidbauer – 3 lata pozbawienia wolności
296. Erwin Fritz Scholz – 3 lata pozbawienia wolności
297. Erwin Schwenk – 3 lata pozbawienia wolności
298. Josef Stahorski – 3 lata pozbawienia wolności
299. Willi Richard Stendel – 3 lata pozbawienia wolności
300. Nikolaus Stocker – 3 lata pozbawienia wolności
301. Konrad Stryj – 3 lata pozbawienia wolności
302. Otto Thöne – 3 lata pozbawienia wolności
303. Philipp Toni – 3 lata pozbawienia wolności
304. Fritz Vogler – 3 lata pozbawienia wolności
305. Bernhard Walter – 3 lata pozbawienia wolności
306. Josef Weber – 3 lata pozbawienia wolności
307. Paul Wein – 3 lata pozbawienia wolności
308. Benjamin Wengel – 3 lata pozbawienia wolności
309. Heinz Wimmer – 3 lata pozbawienia wolności
310. Ernst Winkler – 3 lata pozbawienia wolności
311. Johannes Wittjohann – 3 lata pozbawienia wolności
312. Josef Hiller – 2 lata pozbawienia wolności
313. Richard Kortmann – 2 lata pozbawienia wolności
314. Oskar Georg Kieselbach – 2 lata pozbawienia wolności
315. Adam Köhler – 2 lata pozbawienia wolności
316. Ewald Müller – 2 lata pozbawienia wolności
317. Ladislaus Winter – 2 lata pozbawienia wolności
318. Alois Balletshofer – 1,5 roku pozbawienia wolności
319. Hugo Becker – 1,5 roku pozbawienia wolności
320. Willi Bressem – 1,5 roku pozbawienia wolności
321. Anton Josef Gruber – 1,5 roku pozbawienia wolności
322. Adolf Otto Hanson – 1,5 roku pozbawienia wolności
323. Rudolf Anton Hartmann – 1,5 roku pozbawienia wolności
324. Ludwig Hodina – 1,5 roku pozbawienia wolności
325. Luise Viktoria Schulz – 1,5 roku pozbawienia wolności
326. Rudolf Weber – 1,5 roku pozbawienia wolności
327. Josef Simon – 14 miesięcy pozbawienia wolności
328. Johann Poloczek – 9 miesięcy pozbawienia wolności
329. Otto Brossman – uniewinniony
330. Berthold Riegenhagen – uniewinniony

## Drugi proces oświęcimskiprzed sądem weFrankfurcie nad Menemw dniach 20 grudnia 1963 – 10 sierpnia 1965
Kolejny duży proces dotyczący zbrodni popełnionych w Auschwitz toczył się już przed sądem zachodnioniemieckim. Ława oskarżonych liczyła 22 osoby (w tym jeden kapo). Ostatni komendant obozu Richard Baer, który miał być głównym oskarżonym, zmarł w areszcie przed rozpoczęciem procesu. W wyniku przeprowadzonego żmudnego przewodu sądowego 18 oskarżonych skazanych zostało na kary pozbawienia wolności (w tym 6 na dożywotnie pozbawienie wolności, najwyższy wymiar kary), a 4 uniewinniono. Opinia publiczna przyjęła wyrok jako zbyt łagodny.

## Inne procesy załogi Auschwitz-Birkenau przed sądami niemieckimi
W RFN przeprowadzono także kilka mniejszych procesów byłych członków załogi Auschwitz. Między innymi w kolejnych procesach przed sądem we Frankfurcie nad Menem w latach 1964–1968 oskarżeni: Josef Erber, Bernhard Bonitz i Josef Windeck skazani zostali na dożywotnie pozbawienie wolności, Wilhelm Burger na 8 lat pozbawienia wolności, a Gerhard Neubert na 3,5 roku pozbawienia wolności. Inni skazani w RFN członkowie personelu Auschwitz-Birkenau:
1. Bernhard Rakers – dożywotnie pozbawienie wolności + 15 lat pozbawienia wolności
2. Horst Czerwinski – dożywotnie pozbawienie wolności
3. Otto Georg Locke – dożywotnie pozbawienie wolności
4. Gottfried Weise – dożywotnie pozbawienie wolności
5. Rudolf Beer – 15 lat pozbawienia wolności
6. Hildegard Martha Lächert – 12 lat pozbawienia wolności
7. Johann Paul Kremer – 10 lat pozbawienia wolności
8. Wilhelm Reischenbeck – 10 lat pozbawienia wolności
9. Heinz Villain – 6 lat pozbawienia wolności
10. Oskar Gröning, tzw. „buchalter Auschwitz” skazany 15 lipca 2015 r. za pomocnictwo w zamordowaniu co najmniej 300 tys. osób na 4 lata więzienia

Natomiast w NRD 25 marca 1966 na karę śmierci skazano lekarza SS w Monowicach (Auschwitz III) Horsta Paula Fischera, który brał udział w selekcjach. Wyrok wykonano w lipcu 1966. Na karę śmierci skazano również Herberta Finka, a na dożywotnie pozbawienie wolności Hansa Anhalta, Waltera Georga Schmidta i Alexandra Bartella.

## Członkowie załogi Oświęcimia skazani za zbrodnie popełnione w innych obozach koncentracyjnych
Oto lista niektórych członków załogi Auschwitz-Birkenau osądzonych za zbrodnie popełnione w innych hitlerowskich obozach koncentracyjnych:
1. Heinrich Schwarz – skazany na karę śmierci w procesie załogi Natzweiler-Struthof przed francuskim Trybunałem Wojskowym (wyrok wykonano w 1947)
2. Friedrich Hartjenstein – skazany na śmierć w procesach załogi Natzweiler-Struthof przed Trybunałami Wojskowymi: brytyjskim (w 1946) i francuskim (w 1954). Zmarł w więzieniu w Metzu.
3. dr Bruno Kitt – skazany na śmierć w procesie załogi Neuengamme przed brytyjskim Trybunałem Wojskowym w Hamburgu w 1946 (wyrok wykonano)
4. dr Friedrich Entress, dr Willy Jobst i Viktor Zoller – skazani na karę śmierci w pierwszym procesie załogi Mauthausen przed amerykańskim Trybunałem Wojskowym w Dachau w 1946 (stracony w 1947)
5. dr Werner Rohde – skazany na karę śmierci za zbrodnie popełnione w obozie Natzweiler-Struthof przez brytyjski Trybunał Wojskowy w 1946 (wyrok wykonano)
6. dr Helmut Vetter i Kurt Kirchner – skazani na śmierć w dziewiątym procesie załogi Mauthausen-Gusen (wyroki wykonano w 1948 i 1949)
7. dr Carl Clauberg – skazany na 25 lat pozbawienia wolności za udział w masowej zagładzie obywateli sowieckich przez radziecki Trybunał Wojskowy
8. Hans Merbach – skazany na karę śmierci w Procesie załogi Buchenwaldu przed amerykańskim Trybunałem Wojskowym w Dachau (stracony w 1949)
9. Vincenz Schöttl i Otto Moll – skazani na karę śmierci w procesie załogi Dachau przez amerykański Trybunał Wojskowy (straceni w 1946)
10. Hans Karl Möser – skazany na karę śmierci w procesie załogi Mittelbau-Dora przed amerykańskim Trybunałem Wojskowym w Dachau (stracony w 1948)
11. Kurt Otto – skazany na karę śmierci za zbrodnie popełnione w Mauthausen-Gusen przez amerykański Trybunał Wojskowy w Dachau (stracony w 1947)
12. Josef Remmele – skazany na karę śmierci za zbrodnie popełnione w Dachau przez amerykański Trybunał Wojskowy (stracony w 1948)
13. Walter Quakernack – skazany na karę śmierci w drugim procesie załogi Bergen-Belsen przez brytyjski Trybunał Wojskowy (stracony w 1946)
14. Johann Schwarzhuber – skazany na karę śmierci w pierwszym procesie załogi Ravensbrück przez brytyjski Trybunał Wojskowy (stracony w 1947)